# Peucedanum oreoselinum
Peucedanum oreoselinum es una especie de planta herbácea  perteneciente a la familia Apiaceae. 

## Descripción
Es una planta perenne. Con rizoma leñoso, de 6-16 mm de diámetro, vertical u oblicuo. Cepa a veces recubierta en la parte superior por algunos restos fibrosos. Tallo de 30-130 cm de altura, cilíndrico, de 3-10 mm de diámetro, sólido, estriado, glabro o pubérulo hacia la base, con frecuencia rojizo, con ramas por lo general en la mitad superior, con las que forma ángulos de menos de 45° –ocasionalmente hasta de 60°–. Hojas basales hasta de 50 cm, limbo hasta de 30 - 20 cm, más ancho que largo, de contorno triangular-ovalado, 2-4 pinnatisecto; divisiones primarias –hasta 4 pares– en ángulo recto o casi recto respecto al raquis, con divisiones de último orden de 10-30 × 6-15 mm, glabras, de contorno ± triangular-ovalado, irregularmente dentadas o con lóbulos ± profundos, muy desiguales, apiculadas, de margen finamente denticulado y nervadura bien visible, pecíolo hasta de 30 cm, cilíndrico, flexuoso, glabro, progresivamente ensanchado hacia la base en vaina con fino margen membranáceo; hojas caulinares 4-6, menores que las basales, limbo de contorno triangular, 2-3 pinnatisecto, con segmentos ± triangulares, y margen de entero a fuertemente aserrado, pecíolo ensanchado en vaina de c. 1 cm de anchura y con fino margen membranáceo. Las inflorescencias en umbelas con 18-30 radios, de 15-30(65) mm, poco desiguales, ligeramente ensanchados hacia la base, escábridos en los nervios. Brácteas 10-14, de 6-12(40) mm, lineares o estrechamente triangulares, con nervio central y con estrecho margen más claro. Umbélulas con 15-30 flores, con radios de 2-10 mm en la floración y de 5- 12 mm en la fructificación, ocasionalmente escábridos hacia la base. Cáliz con dientes minúsculos, anchamente triangulares, verdosos, con ápice romo y más claro. Pétalos c. 0,9 × 0,7 mm, de contorno suborbicular, emarginados, blanquecinos, con el nervio central bien marcado. Estilopodio ancho, cónico; estilos divergentes, hasta de 1 mm de anchura en la base y bruscamente estrechados en la parte apical. Frutos 4,2-8 × 4-7 mm, de contorno ± circular; mericarpo obscuro, con 3 costillas poco marcadas; ala de 0,5-1,4 mm de anchura, gruesa y blanquecina. Tiene un número de cromosomas de 2n = 22; n = 11*.

## Distribución y hábitat
Se encuentra en lugares herbosos, orlas y claros de bosque, en robledales, quejigales y carrascales, en suelos secos o con cierta humedad, preferentemente en substratos silíceos; a una altitud de 70-1900 metros en Europa central, hasta Suecia, y Europa meridional, posiblemente hasta el Cáucaso. Mitad septentrional de la península ibérica.

## Taxonomía
Peucedanum oreoselinum fue descrita por   Conrad Moench y publicado en Methodus: 82 (1794)
Sinonimia
- Angelica oreoselinum (L.) M.Hiroe
- Athamanta diffusa Gilib.
- Athamanta divaricata Gilib.
- Athamanta divaricifolia Stokes
- Athamanta oreoselinum L.
- Cervaria oreoselinum Gaudin
- Oreoselinum legitimum M.Bieb.
- Oreoselinum majus Garsault
- Oreoselinum nigrum Delarbre
- Peucedanum bourgaei Lange
- Peucedanum orbiculare Dulac
- Selinum oreoselinum Crantz[4]

## Nombres comunes
- Castellano: apio de monte, apio montano, apio pequeño silvestre de monte, oreoselino, perexil montesino, perjil de monte, tuxos.[4]